# Bonnée
Bonnée este o comună franceză situată în departamentul Loiret, în regiunea Centre-Val de Loire.

## Geografie

### Localizare
Comuna Bonnée se află în partea sud-estică a departamentului Loiret, în regiunea agricolă Val de Loire și în aria urbană a orașului Sully-sur-Loire. În linie dreaptă, este situată la 37,6 km de Orléans, reședința departamentului, și la 7,8 km de Ouzouer-sur-Loire, fostul centru al cantonului de care aparținea comuna înainte de martie 2015.
Comunele cele mai apropiate sunt: Les Bordes (2,3 km), Saint-Père-sur-Loire (2,8 km), Bray-en-Val (3,8 km), Sully-sur-Loire (3,8 km), Saint-Benoît-sur-Loire (6 km), Bouzy-la-Forêt (6,1 km), Saint-Aignan-des-Gués (6,8 km), Saint-Aignan-le-Jaillard (7,2 km), Ouzouer-sur-Loire (7,8 km) și Guilly (8,2 km).

## Geologie și relief

### Geologie
Comuna se află în sudul Bazinului Parisian, cel mai mare dintre cele trei bazine sedimentare franceze. Această vastă depresiune, ocupată în trecut de mări puțin adânci și lacuri, a fost umplută, pe măsură ce fundamentul său s-a prăbușit treptat, cu nisipuri și argile provenite din eroziunea reliefului înconjurător, precum și cu calcare de origine biologică, formând astfel o succesiune de straturi geologice.
Straturile aflorante de pe teritoriul comunei sunt alcătuite din formațiuni superficiale din Cuaternar și roci sedimentare datând din Neozoic, cea mai recentă eră geologică pe scara timpilor geologici, începută acum 66 de milioane de ani.
Cea mai veche formațiune este calcarul de Étampes, care datează din Oligocen, în perioada Paleogenă. Cea mai recentă formațiune este reprezentată de depozite antropice din Holocen, în perioada Cuaternară.
Descrierea acestor straturi este detaliată în foaia „nr. 399 - Châteauneuf-sur-Loire” a hărții geologice la scara 1/50 000 a departamentului Loiret și în nota sa explicativă asociată.
Suprafața cadastrală a comunei, publicată de Insee și utilizată ca referință în toate statisticile, este de 11,61 km². Suprafața geografică este de 11,81 km².
Relieful este relativ plat, deoarece diferența maximă de nivel atinge doar 7 metri. Altitudinea teritoriului variază între 111 m și 118 m.

### Hidrografie

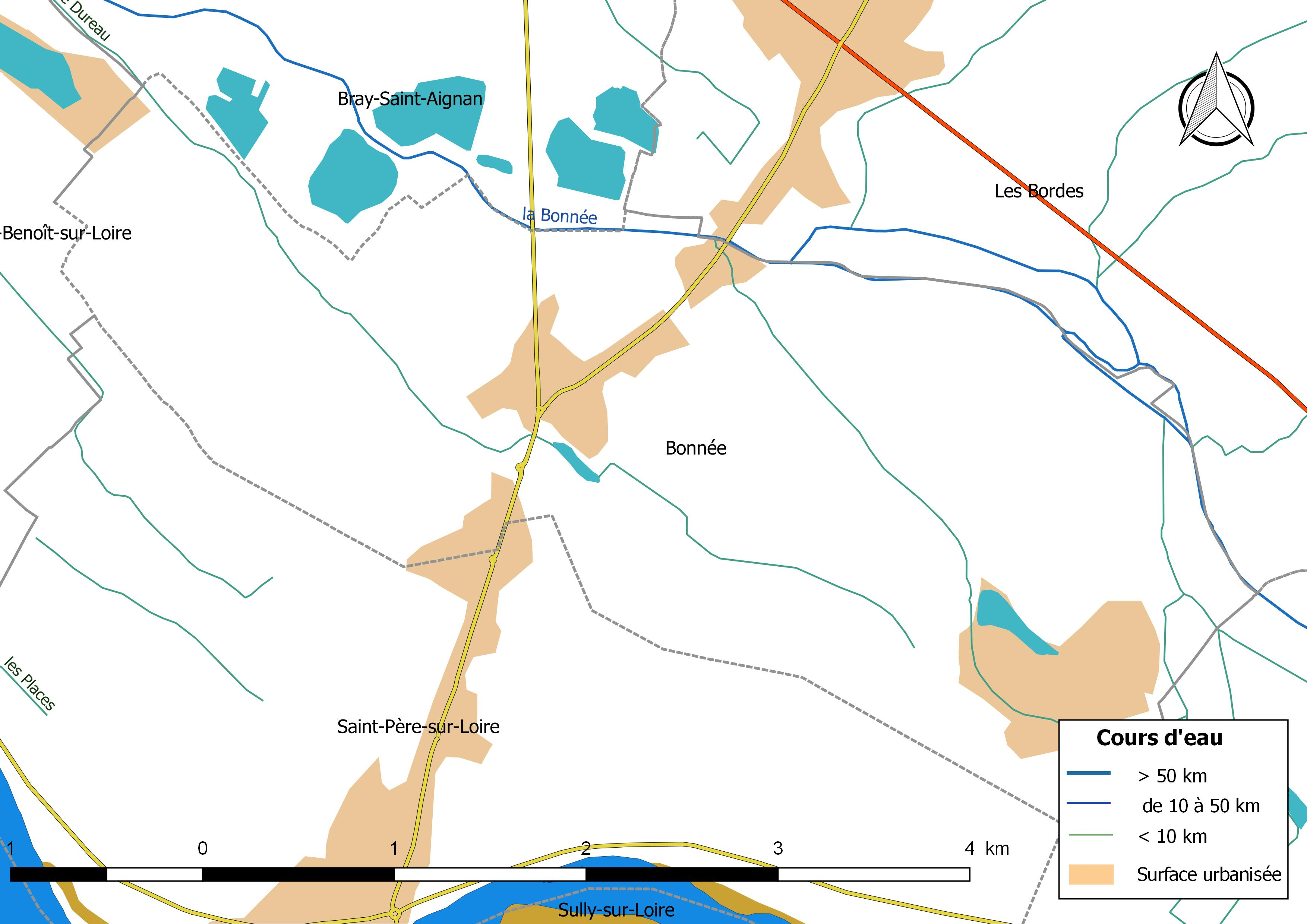
Rețeaua hidrografică a comunei Bonnée

Rețeaua hidrografică a comunei, cu o lungime totală de 14,31 km, include un curs de apă notabil, râul Bonnée (2,396 km), care traversează teritoriul comunei de la est la vest, precum și diverse cursuri de apă mai mici, printre care Dureau (5,453 km).
Râul Bonnée are o lungime totală de 27,4 km, izvorăște în comuna Montereau și se varsă în Loara la Germigny-des-Prés, după ce traversează 9 comune de la est la vest.
Din punct de vedere piscicol, râul Bonnée este clasificat în a doua categorie piscicolă. Speciile dominante sunt în principal peștii albi (ciprinide) și peștii răpitori precum știuca, șalăul și bibanul. Începând cu anii 1990, acest tip de râu a fost populat și de somni.

### Climă
În 2010, clima comunei era clasificată drept climat oceanic degradat al câmpiilor din Centru și Nord, conform unui studiu al CNRS bazat pe date colectate între 1971 și 2000. În 2020, Météo-France a publicat o tipologie actualizată a climei din Franța metropolitană, conform căreia comuna se află într-o zonă cu climat oceanic alterat și face parte din regiunea climatică Centru și contraforturile nordice ale Masivului Central. Aceasta se caracterizează prin aer uscat vara și un nivel bun de însorire.
Pentru perioada 1971-2000, temperatura medie anuală este de 10,9 °C, cu o amplitudine termică anuală de 15,4 °C. Cantitatea medie anuală de precipitații este de 704 mm, cu 11,5 zile de precipitații în ianuarie și 7,3 zile în iulie. Pentru perioada 1991-2020, temperatura medie anuală observată la stația meteorologică cea mai apropiată, situată în comuna Saint-Benoît-sur-Loire la 6 km distanță în linie dreaptă, este de 12,0 °C, iar cantitatea medie anuală de precipitații este de 687,0 mm.
Pentru viitor, parametrii climatici estimati pentru comună, pentru anul 2050, conform diferitelor scenarii de emisii de gaze cu efect de seră, pot fi consultati pe un site dedicat publicat de Météo-France în noiembrie 2022.

## Urbanism

### Tipologie
La 1 ianuarie 2024, comuna Bonnée este clasificată drept comună rurală cu habitat dispersat, conform noii grile comunale de densitate cu șapte niveluri definite de INSEE (Institutul Național de Statistică și Studii Economice) în 2022. Comuna face parte din unitatea urbană Sully-sur-Loire, o aglomerație intra-departamentală care cuprinde șase comune, fiind clasificată drept comună de periferie. În plus, Bonnée aparține arei metropolitane a orașului Sully-sur-Loire, în care este clasificată ca localitate din coroana periurbană. Această arie, care cuprinde opt comune, face parte din zonele cu mai puțin de 50.000 de locuitori.

### Utilizarea terenurilor
Ocuparea terenurilor din comună, așa cum reiese din baza de date europeană privind ocuparea biogeofizică a solurilor Corine Land Cover (CLC), este caracterizată de predominanța teritoriilor agricole (78,1 % în 2018), în scădere față de 1990 (82,1 %). Distribuția detaliată în 2018 este următoarea: terenuri arabile (68,6 %), păduri (11 %), pășuni (9,1 %), ape continentale (5,5 %), zone urbanizate (5,4 %), zone agricole eterogene (0,4 %). Evoluția ocupării terenurilor în comună și a infrastructurilor sale poate fi observată pe diferitele reprezentări cartografice ale teritoriului: harta Cassini (secolul XVIII), harta de stat-major (1820-1866) și hărțile sau fotografiile aeriene ale IGN pentru perioada actuală (1950 până în prezent).

## Istorie
Bonnée este situată pe o movilă insubmersibilă, ceea ce a făcut din acest loc un sit privilegiat pentru așezările umane în valea Saint-Benoît. Această caracteristică geografică a favorizat stabilirea locuințelor în perioadele antice, medievale și moderne, precum și traseul drumurilor romane prin această zonă.
Un teatru gallo-roman era situat în inima satului, imediat la sud-vest de biserica actuală, sprijinit de o pantă naturală. Descoperit în 1830, rămășițele sale au fost aproape complet distruse în aceeași perioadă pentru recuperarea materialelor.
În 1976, teatrul era în mare parte îngropat sub o zonă necultivată, cu excepția colțului său nordic, care era acoperit de construcții. În 1982, cu ocazia amenajării unei parcări, au fost redescoperite două secțiuni de ziduri drepte.
O zonă de locuințe se afla în nord-estul satului, în jurul căreia au fost descoperite fragmente de ceramică și monede datând din secolele I-IV. De asemenea, la 2 km sud-vest de Bonnée, a fost identificată o necropolă. Aceste descoperiri sugerează o dezvoltare semnificativă a așezării, în special în primele două secole ale Imperiului Roman.
Este de remarcat că, la doar 7 km de Bonnée, se află amfiteatrul gallo-roman rural de la Bouzy-la-Forêt.
Începând din 2001, mai multe diagnoze arheologice au permis îmbogățirea semnificativă a cunoștințelor despre centrul satului, scoțând la iveală numeroase artefacte datând din Bronzul Final IIIB, perioada gallo-romană și Evul Mediu timpuriu.

## Populația și societatea

### Date demografice
Evoluția numărului de locuitori este cunoscută prin recensămintele populației efectuate în comună începând din 1793. Pentru comunele cu mai puțin de 10 000 de locuitori, un recensământ al întregii populații este realizat la fiecare cinci ani, populațiile legale pentru anii intermediari fiind estimate prin interpolare sau extrapolare.
În 2022, comuna număra 698 locuitori, în scădere cu -2,51 % față de 2016 (Loiret: −1,06 %, Franța fără Mayotte: +2,11 %).
| An        | 1793 | 1821 | 1841 | 1851 | 1876 | 1886 | 1901 | 1921 | 1936 | 1962 | 1982 | 2006 | 2014 | 2022 |
| --------- | ---- | ---- | ---- | ---- | ---- | ---- | ---- | ---- | ---- | ---- | ---- | ---- | ---- | ---- |
| Populație | 225  | 210  | 246  | 281  | 366  | 390  | 374  | 365  | 360  | 523  | 651  | 672  | 687  | 698  |

## Patrimoniu

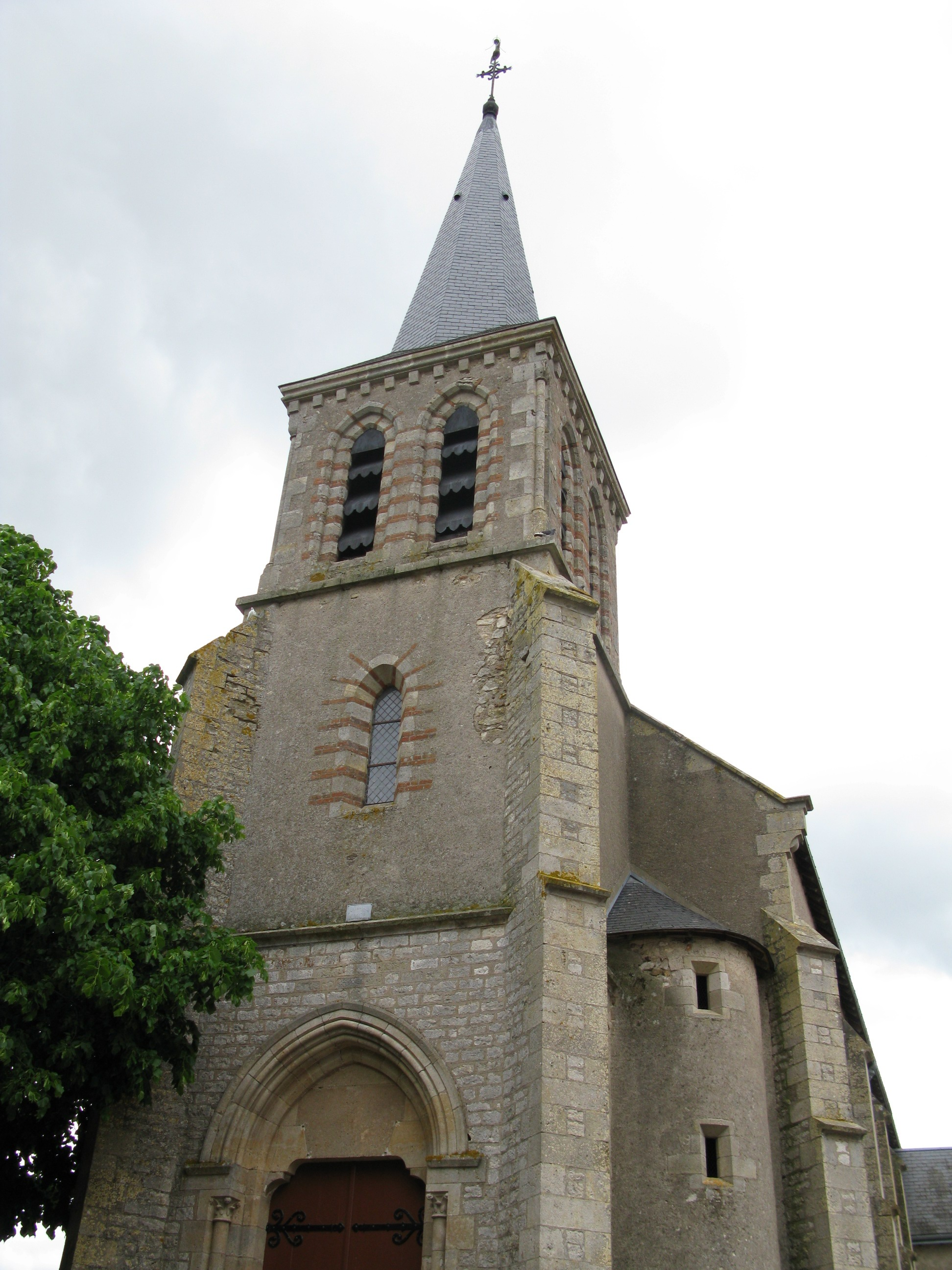
Biserica Saint-Martin.

- Biserica Saint-Martin, datând din 1865, în stil neogotic;
- Castelul Solaire;
- Fântâna Saint-Antoine.